# خواب جزیره
خواب جزیره (رومانیایی: Somnul insulei) فیلمی رومانیایی به کارگردانی میرچئا ورویو است که در سال ۱۹۹۴ منتشر شد.

## بازیگران
- اوویدیو یولیو مولدوان
- مارچل یورش
- دان کوندوراکه
- میرچئا آلبولسکو
- ولاد رادشو
- کوستل کنستانتین
- ائوسبیو اشتفانسکو
- اِلنا آلبو
- کورینا دانیلا
- رُدیکا مانداکه